# Joe Scarborough
 (mars 2017).
Si vous disposez d'ouvrages ou d'articles de référence ou si vous connaissez des sites web de qualité traitant du thème abordé ici, merci de compléter l'article en donnant les références utiles à sa vérifiabilité et en les liant à la section « Notes et références ».
Pour les articles homonymes, voir Scarborough.
Charles Joseph « Joe » Scarborough, né le 9 avril 1963 à Atlanta, est un présentateur de télévision, homme politique et polémiste américain.  

## Biographie
Membre de la Chambre des représentants des États-Unis de 1995 à 2001 où il siégeait en tant que républicain pour le 1er district de Floride, il est aujourd'hui connu pour être le présentateur de l'émission de débats Scarborough Country puis de l'émission Morning Joe sur la chaîne câblée MSNBC. Ses prises de positions tranchées sont souvent au centre de polémiques, parfois développées dans ses propres émissions.